# Skateboard al XVII Festival olimpico estivo della gioventù europea
Le competizioni di skateboard al XVII Festival olimpico estivo della gioventù europea si sono svolte dal 26 al 27 luglio 2023 a Maribor, in Slovenia

## Podi
| Evento           | Oro                  | Argento       | Bronzo         |
| Street maschile  | Max Berguin          | Yakov Terrell | Jean Semaan    |
| Street femminile | Weronika Choromanska | Shani Paz     | Cerise Michaud |